# Ursus arctos nelsoni
L'orso grizzly messicano (Ursus arctos nelsoni Merriam, 1914) è una sottospecie di orso bruno ritenuta estinta. Il suo nome commemora il naturalista americano Edward William Nelson che uccise l'olotipo nei pressi di Chihuahua, nello stato omonimo, nel 1899.

## Descrizione
L'orso grizzly messicano era uno dei mammiferi più pesanti e più grandi del Messico. Raggiungeva una lunghezza di 183 cm e un peso medio di 318 chilogrammi. A causa del suo mantello argentato veniva chiamato "el oso plateado = l'argentato" dai nativi.

## Areale e habitat
L'orso grizzly messicano abitava le regioni settentrionali del Messico, in particolare le praterie temperate e le foreste montane di pini. Il suo areale originario andava dall'Arizona al Nuovo Messico e al Messico.

## Biologia
La sua dieta consisteva soprattutto di piante, frutta e insetti. Occasionalmente si nutriva anche di piccoli mammiferi e di carogne. Ogni tre anni dava alla luce da uno a tre orsacchiotti.

## Estinzione
I primi europei che entrarono in contatto con l'orso grizzly messicano furono i conquistadores del XVI secolo, quando Francisco Vásquez de Coronado compì una spedizione alla ricerca delle Sette Città d'Oro. La sua spedizione partì da Città del Messico nel 1540 e si diresse a nord fino al Nuovo Messico e alle Buffalo Plains in Texas e Kansas. Quando questi animali cominciarono a predare il bestiame, vennero considerati sempre di più animali nocivi dagli allevatori. Fino agli anni '30, quando erano già divenuti scarsi, vennero intrappolati, uccisi e avvelenati. L'areale originario si ridusse a tre monti isolati, Cerro Campano, Santa Clara e Sierra del Nido, 80 km a nord di Chihuahua, nello stato di Chihuahua. Dal 1960 erano rimasti solamente 30 individui. Nonostante fossero protetti la caccia continuò inflessibile. Dal 1964 l'orso grizzly messicano venne considerato estinto. Dopo un presunto avvistamento di alcuni individui in una fattoria sulle sorgenti del fiume Yaqui, nella provincia di Sonora, nel 1968, il biologo americano Dr. Carl Koford compì un sopralluogo di tre mesi, ma senza successo.